# 萨洛蒙·坦登·穆纳
萨洛蒙·坦登·穆纳（英語：Salomon Tandeng Muna，1912－2002年1月22日）是喀麥隆政治家，隸屬於喀麥隆民族聯盟。他曾經在1968年1月11日至1972年6月2日期間擔任第一任西喀麥隆總理，並且於1973年至1988年擔任國民大會主席。